# Большая Волохва
Больша́я Волохва́ (бел. Вялікая Валахва) — деревня в Барановичском районе Брестской области Белоруссии. Входит в состав Малаховецкого сельсовета. Население — 109 человек (2019).

## Этимология
Название Волохва соответствует древней форме этнического имени волъхва. Согласно «Повести временных лет», волохвой называются кельтские племена. Позднее волохами считались предки румын и молдаван. Поэтому выдвигаются версии о том, что деревню Волохва могли основать как раз потомки жителей районов, прилегающих к Закарпатью и Галиции, так как в первой половине первого тысячелетия из этих областей племенные группы славян передвигались на северо-восток. 

## География
В 200 метрах к западу от деревни находится устье реки Волохвянка, которая впадает в реку Мышанка.

## История
Первое упоминание о Волохве относится к 1430 году. Именно тогда князь Витовт даровал деревню Новогрудской католической парафии. В 1449 году князь Казимир IV и в 1547 году князь Сигизмунд подтверждали данный факт дарения.
В 1897 году в Ястрембельской волости Новогрудского уезда Минской губернии. С 1921 года в гмине Ястрембель Барановичского повета Новогрудского воеводства межвоенной Польши.

С 1939 года в составе БССР. С 15 января 1940 года в Новомышском районе, с 8 апреля 1957 года в Барановичском районе Барановичской, с 8 января 1954 года Брестской областей. С 12 октября 1940 года до 16 июля 1954 года — центр сельсовета.
С конца июня 1941 до 8 июля 1944 года была оккупирована немецко-фашистскими захватчиками. На фронтах войны погиб 31 односельчанин.
В 2020 году деревня была газифицирована.

## Население
| Численность населения (по переписи) | Численность населения (по переписи) | Численность населения (по переписи) | Численность населения (по переписи) | Численность населения (по переписи) | Численность населения (по переписи) | Численность населения (по переписи) | Численность населения (по переписи) |
| 1897                                | 1909                                | 1921                                | 1959                                | 1970                                | 1999                                | 2009                                | 2019                                |
| ----------------------------------- | ----------------------------------- | ----------------------------------- | ----------------------------------- | ----------------------------------- | ----------------------------------- | ----------------------------------- | ----------------------------------- |
| 660                                 | ↗750                                | ↘389                                | ↗391                                | ↘288                                | ↘120                                | ↗143                                | ↘109                                |